# Diego Fernández de Cevallos
Pour les articles homonymes, voir Cevallos.
Diego Fernández de Cevallos, de son nom complet Diego Fernández de Cevallos Ramos (né le 16 mars 1941 à Mexico) est un politique mexicain affilié au Parti action nationale. 
Il se porte candidat aux élections présidentielles du Mexique en 1994 et perd devant le Parti révolutionnaire institutionnel représenté à ce moment-là par Ernesto Zedillo.
Il est président du sénat mexicain de 2001 à 2002 et de 2004 à 2005.

## Lien web
- (es) « Diego Fernández de Cevallos Ramos »(Archive.org • Wikiwix • Archive.is • Google • Que faire ?), sur pan.org.mx (consulté le 25 décembre 2010)
- (es) « Diego Fernández de Cevallos y sin conflictos de intereses », sur jornada.unam.mx, 21 juillet 2002 (consulté le 25 décembre 2010)